# Javi Moreno Bazán
Javier Moreno Bazán (Jaén, 18 de julio de 1984) es un ciclista español.

## Trayectoria
Debutó como profesional en 2006 con el equipo Spiuk Extremadura, tras ser campeón de España sub-23. En 2009 obtuvo la victoria en la prueba no oficial del Criterium Ciudad de Jaén.
En el Tour Down Under 2013 obtuvo la segunda plaza de la clasificación general, solamente superado por Tom Slagter además del gran premio de la montaña, siendo su actuación más destacada en una prueba de la primera división del ciclismo profesional, el UCI WorldTour.
En noviembre de 2019 se hizo oficial su retirada tras 14 temporadas como profesional y su paso al mountain bike en 2020 de la mano del equipo jienense Sport Bike, aunque un año más tarde anunciaba su regreso al ciclismo profesional de la mano del equipo portugués Efapel.

## Palmarés
2007
- 1 etapa de la Vuelta a la Comunidad de Madrid

2011
- Vuelta a Asturias, más 2 etapas[5]

2012
- Vuelta a Castilla y León

2013
- Vuelta a la Comunidad de Madrid
- 1 etapa de la Vuelta a Asturias

2015
- 1 etapa de la Vuelta a Andalucía

2018
- Sharjah Tour
- Vuelta a Aragón[6]
- 1 etapa del Tour de l'Ain

## Resultados en Grandes Vueltas
| Carrera | Carrera         | 2006 | 2007 | 2008 | 2009 | 2010 | 2011 | 2012 | 2013 | 2014 | 2015 | 2016 | 2017  | 2018 | 2019 | 2020 | 2021 | 2022 |
| ------- | --------------- | ---- | ---- | ---- | ---- | ---- | ---- | ---- | ---- | ---- | ---- | ---- | ----- | ---- | ---- | ---- | ---- | ---- |
|         | Giro de Italia  | —    | —    | —    | —    | —    | —    | —    | —    | —    | —    | Ab.  | Exp.  | —    | —    | —    | —    | —    |
|         | Tour de Francia | —    | —    | —    | —    | —    | —    | —    | —    | —    | —    | —    | 119.º | —    | —    | —    | —    | —    |
|         | Vuelta a España | —    | —    | 21.º | —    | 52.º | —    | 66.º | 76.º | 90.º | 80.º | —    | Ab.   | —    | —    | —    | —    | —    |

—: no participa

Ab.: abandono

Exp.: expulsado por la organización

## Equipos

### Ruta
- Grupo Nicolás Mateos (2006)
- Extremadura-Spiuk (2007)
- Andalucía-Cajasur (2008-2010)
- Caja Rural (2011)
- Movistar Team (2012-2016)
- Bahrain Merida Pro Cycling Team (2017)
- Delko Marseille Provence (2018-2019)
  - Delko Marseille Provence KTM (2018)
  - Delko Marseille Provence (2019)
- Efapel/Glassdrive (2021-2022)
  - Efapel (2021)
  - Glassdrive Q8 Anicolor (2022)

### Montaña
- Sport Bike (2020)